# Liste von Persönlichkeiten aus Riva San Vitale
Diese Liste enthält in Riva San Vitale geborene Persönlichkeiten und solche, die in Riva San Vitale ihren Wirkungskreis hatten, ohne dort geboren zu sein. Die Liste erhebt keinen Anspruch auf Vollständigkeit.

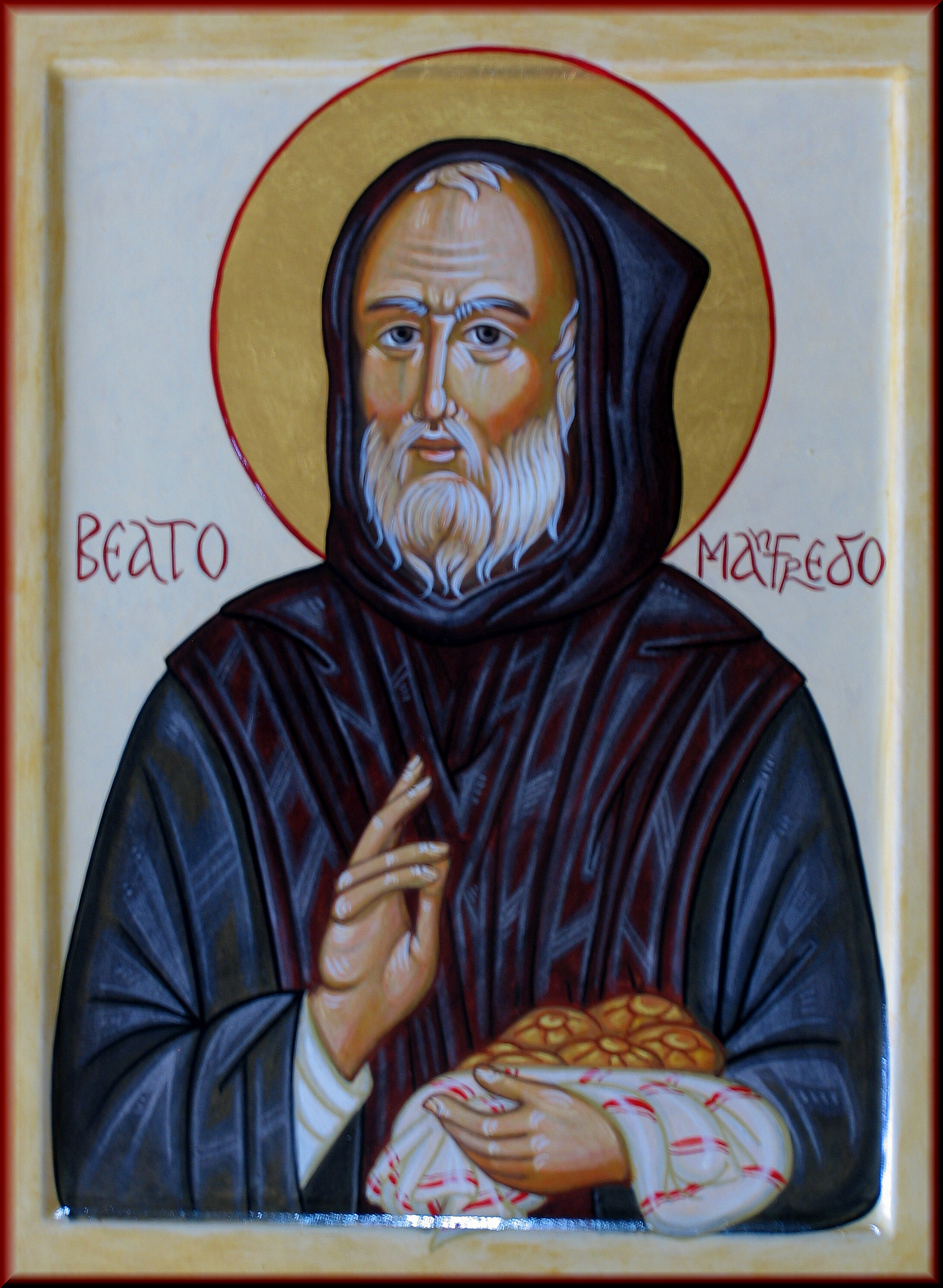
Darstellung Manfredo Settalas

## Persönlichkeiten
(Sortierung nach Geburtsjahr)
- Manfredo Settala (12. Jahrhundert–1217), Priester und Einsiedler auf Monte San Giorgio
- Airoldino Rusca (* um 1305 in Mendrisio; † nach 1347 in Riva San Viale), Erzpriester von Riva San Vitale[1]
- Alberto de Riva San Vitale (* um 1320 in Riva San Vitale; † nach 1371 ebenda), Sohn von Petraccio,  Rechtsanwalt, kaiserlicher Notar und Sekretär der Bischöfe von Como Andrea degli Avocati, Stefano Gatti und Enrico de Sessa. Am 23. Februar 1359, 1. November 1364 und 14. April 1371 verfasst Alberto die Belehnungsurkunden zahlreicher Güter und Lehensrechte, welche die Bischöfe Andrea, Stefano und Enrico den Angehörigen der Familie der Muralto von Locarno einräumten[2]
- Baldassarre von Riva San Vitale (* um 1350 in Riva San Vitale; † nach 1397 ebenda ?), Notar und Kanzler des Bischofs Lucchino von Como[3]
- Ambrogio Clerici (* um 1375 in Somazzo; † nach 1440 in Riva San Vitale), Erzpriester von Riva San Vitale[4]
- Martino da Riva San Vitale (* um 1380 in Riva San Vitale; † nach 1418 ebenda ?), Schiffsingenieur in Diensten des Herzogs von Mailand[5]
- Giorgio da Riva San Vitale (* um 1390 in Riva San Vitale; † nach 1427 ebenda?), Schiffsingenieur in Diensten des Herzogs von Mailand[6]
- Abbondio von Riva San Vitale (* um 1390 in Riva San Vitale; † nach 1427 ebenda?), Schiffsingenieur in Diensten Herzogs von Mailand[7]

- Familie della Croce (de la Cruce). [8]
  - Antonello della Croce (* um 1420 in Riva san Vitale; † 1494 ebenda), Kastellan von Bellinzona[8]
  - Bartolomeo della Croce (* um 1425 in Riva san Vitale; † 1494 ebenda), Kastellan von Bellinzona[8]
  - Gabriele de la Cruce (* 1450 in Riva San Vitale; † nach 1472 ebenda), Baumeister arbeitete am castellazzo von Genua[8]
  - Giovanni Antonio della Croce genannt il Magnifico (* um 1460 in Bellinzona; † nach 1502 in Riva San Vitale), Sohn des Giovanni Stefano, Grundbesitzer, Kastellan von Bellinzona[8][9]
  - Bernardino della Croce (* 1502 in Riva San Vitale; † 1565 in Rom), Sohn des Giovanni Antonio, er lebte in Rom im Dienst des Kardinals Farnese, späteren Papsts Paul III. Dieser ernannte ihn 1534 zum Chorherrn von St. Peter und Mitglied des Kirchenstaats, Bischof von Casale Monferrato, Asti und Como[10][11][12]
  - Ferdinando della Croce (* um 1504 in Riva San Vitale; † nach 1533 ebenda ?), Militär, er wurde 1533 von Ferdinand I. (HRR) geadelt und zum Ritter erhoben für seine im Krieg gegen die Türken bewiesene Tapferkeit[8]
  - Giovanni Andrea della Croce (* um 1505 in Riva San Vitale; † um 1590 ebenda), Sohn des Paolo, Kriegsmann unter dem Konnetabel von Bourbon gedient und 1527 an der Sacco di Roma, dann Priester, Apostolischer Protonotar, Erzpriester von Riva San Vitale, Gründer der Kirche Santa Croce von Riva San Vitale[10][13]
  - Giovanni Andrea della Croce (* um 1640 in Mailand; † 1721 in Riva san Vitale), Erzpriester von Riva San Vitale[14]
  - Giacomo della Croce (* um 1750 in Riva San Vitale; † nach 1803 ebenda), Militär, Major der Guardia nazionale der Helvetische Republik[15]

- Lorenzo Maggi (* um 1510 in Lugano ?; † nach 1557 in Riva san Vitale), Erzpriester von Riva San Vitale; er publizierte 1557 erstmals das Sacramentarium patriarchale secundum morem sanctae Comensis Ecclesiae.[16][17]
- Giovanni Rusca (* um 1560 in Mendrisio; † 21. Dezember 1627 in Riva San Vitale), Adel, Neffe von Nicolò, Doktor der Theologie und des zivilen und kanonischen Rechts, Erzpriester von Riva San Vitale 1596[18]
- Giovanni Antonio Piotti (* um 1547 in Vacallo; † um 1598 ebenda), Architekt der Kirche Santa Croce in Riva San Vitale[19]
- (Giovanni) Domenico Caresana (* um 1574 in Cureglia; † 26. Juni 1619 in Riva San Vitale), Kunstmaler[20][21]

- Familie Vassalli. [22][23]
  - Giovan Pietro Vassalli (* um 1525 in Riva San Vitale; † nach 1562 in Castiglione d’Intelvi), Erzpriester der Kollegiatkirche San Stefano von Castiglione[24][22]
  - Antonio Vassalli (* um 1555–1617), Baumeister, Architekt in Graz
  - Giovan Battista Vassalli (* um 1560 in Riva San Vitale; † nach 1595 in Cernobbio), Priester, Pfarrer von Cernobbio[25]
  - Carlo Vassalli (* um 1600 in Riva San Vitale; † nach 1632 ebenda), Baumeister in Mantua 1632.[22]
  - Paolo Antonio Vassalli (* um 1600 in Riva San Vitale; † nach 1632 ebenda), Baumeister in Belgioioso 1632.[22]
  - Andrea Vassalli (* um 1620 in Riva San Vitale; † nach 1660 ebenda), Baumeister in Graz 17. Jahrhundert.[22]
  - Franz und Joseph Vasalli (Vasallo) (* um 1640 in Riva San Vitale; † nach 1731 ebenda ?), Stuckateuren in München, Mannheim, Lüttich und Aachen[26]
  - Francesco Antonio Vassalli (* um 1690 in Riva San Vitale; † nach 1763 in Castle Howard), Stuckateur in Lüttich und England[27]
  - Carlo Antonio Vassalli (* 1734 in Riva san Vitale; † Juni 1812 ebenda), Priester, Professor der Literatur, Philosophie und Theologie, Rektor des bischöflichen Seminars von Como, Dichter, kehrte zur Zeit der französischen Revolution nach Riva San Vitale zurück, hinterliess Vermächtnisse für die Volksschule und die Armen und unveröffentlichte Abhandlungen über die Moral.[28][22]
  - Francesco Maria Vassalli (* um 1755 in Riva San Vitale; † nach 1798 ebenda), Politiker, Mitglied der provisorische Regierung der Republik Riva San Vitale 23. Februar 1798.[22]
  - Giuseppe Antonio Vassalli (* um 1760 in Riva San Vitale; † nach 1811 in Genua?), Arzt, liess sich gegen 1785 in Genua nieder, war Stadt und Lazarettarzt, zur Zeit Napoleons Mitglied der Munizipalität und des zentralen Wohltätigkeitsausschusses[29][22]
  - Giacinto Vassalli (* 1824 in Riva San Vitale; † 1888 ebenda), Advokat und Notar, Kantonsrichter 1859–1865, Tessiner Grossrat 1867–1877.[22]
  - Francesco Vassalli (* 27. Oktober 1862 in Riva San Vitale; † 12. Juni 1920 in Lugano), Arzt, von 1901 an mehrmals Tessiner Grossrat, Präsident dieser Behörde 1905, Nationalrat 1908–1919, von 1889 an Mitredaktor des Bollettino medico della Svizzera italiana[22]
  - Vittorio Vassalli (* 1876 in Riva San Vitale; † nach 1919 in Lugano), Priester 1901, Chorherr von Agno 1901–1913, Pfarrer von Sessa 1913–1916, bischöflicher Delegierter, Generalvikar 1916–1917, Koadjutor 1917, Chorherr der Kathedrale San Lorenzo von Lugano seit 1919.[22]
  - Fabio Vassalli (* 1935 in Riva San Vitale; † 10. März 2024 in Lugano), Politiker, Tessiner Staatsrat (CVP)[30][31]

- Künstlerfamilie Bernasconi. 

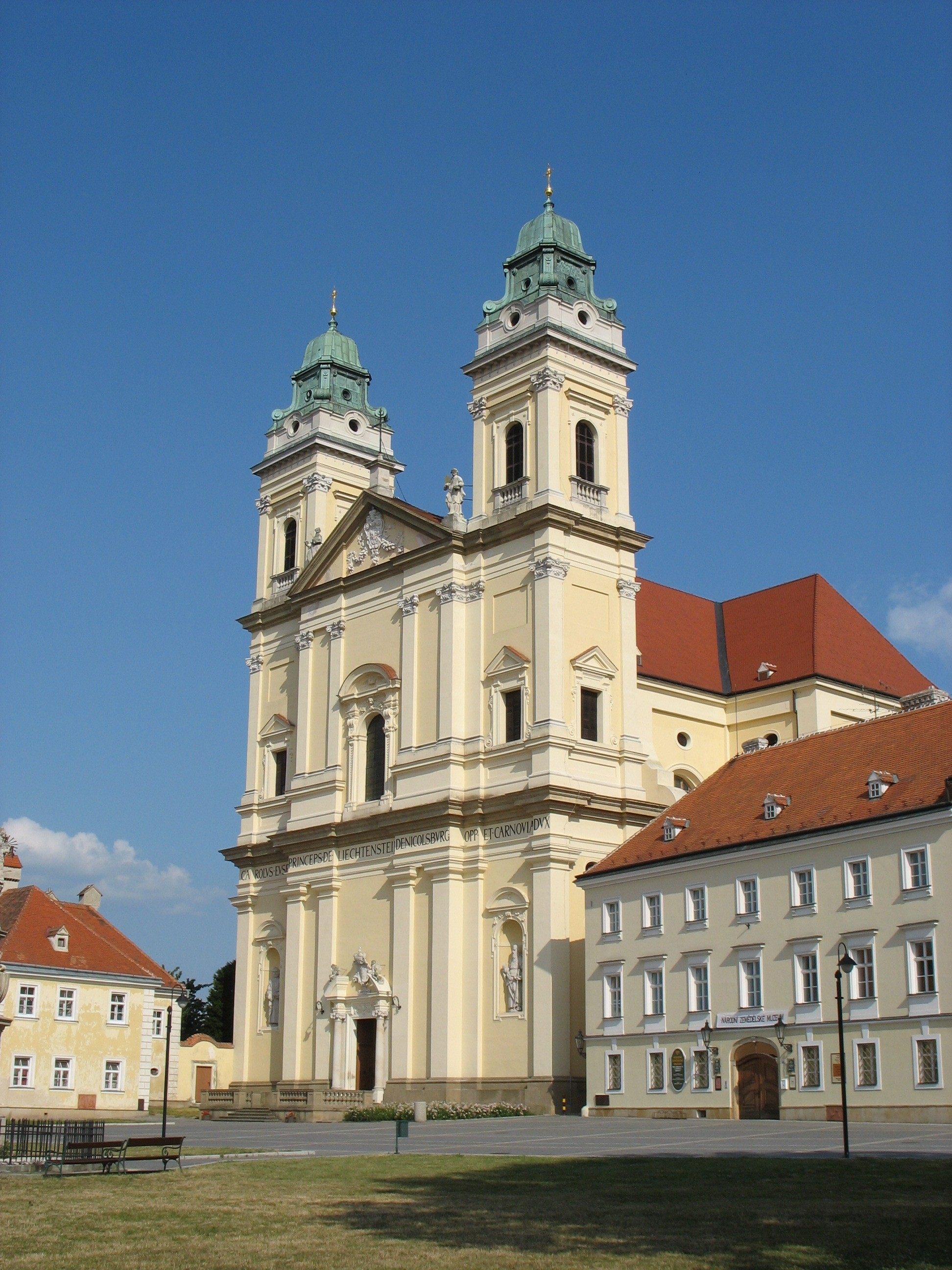
Domenico Morelli: Kirche zu Feldsberg, damals Niederösterreich, jetzt Tschechien

  - Antonio Bernasconi genannt Brascon (* um 1560 in Riva San Vitale; † nach 1614 in Seckau ?), Stuckateur, Bildhauer[32]
  - Giuseppe Bernasconi (* 16. Juli 1600 in Riva San Vitale; † nach 1650 in Rom ?), Stuckateur in Rom[32]
  - Alessandro Bernasconi (* um 1660 in Riva San Vitale; † nach 1720  in Amberg in der Oberpfalz ?), Stuckateur[32]
  - Pietro Bernasconi (* 22. November 1705 in Riva San Vitale; † 1767 in Caserta), Architekt[32]
  - Abbondio Bernasconi, Schweizer Politiker (1757–1822), Jurist und Politiker
  - Francesco Bernasconi (* 1762 in Riva San Vitale; † 1. Januar 1841 in London), Stuckateur[32]
  - Manfredo Bernasconi (1783–1850), Rechtsanwalt, Politiker, Tessiner Grossrat und Staatsrat
  - Camillo Bernasconi (1814–1855), Anwalt, Politiker und Tessiner Grossrat[33]
  - Cesare Bernasconi (1819–1864), Politiker, Tessiner Grossrat, Nationalrat; Oberstleutnant der Schweizer Armee
  - Giosia Bernasconi (1841–1893), Anwalt, Politiker, Staatsrat, Tessiner Grossrat
  - Pino Bernasconi (1904–1983), Anwalt, Notar, Journalist, Publizist und Politiker
  - Gianna Bernasconi (* 1937 in Riva San Vitale; † 8. August 2021 ebenda), Krankenschwester, sie ging in die von Pater Mantovani gegründete große humanitäre Mission in den Slums von Madras (heute Chennai) in Südindien. Gandhi-Preis der indischen Regierung und Lavezzari-Preis der Stadt Chiasso[34]

- Familie Agazzini. 
  - Giovanni Angelo Agazzini (* um 1580 in Riva San Vitale; † nach 1617 in Böhmen ?), Baumeister. Er arbeitete 1617 als mastro in Böhmen[35]
  - Martino Agazzini (* um 1650 in Riva San Vitale; † nach 1699 in Schleswig ?), Baumeister[35]
  - Martino Agazzini (* um 1670 in Riva San Vitale; † nach 1700 in Schloss Gottorf in Schleswig ?), Baumeister[35] />

- Domenicus Morelli (um 1627–1662), Schweizer Steinmetzmeister und Bildhauer des Barock

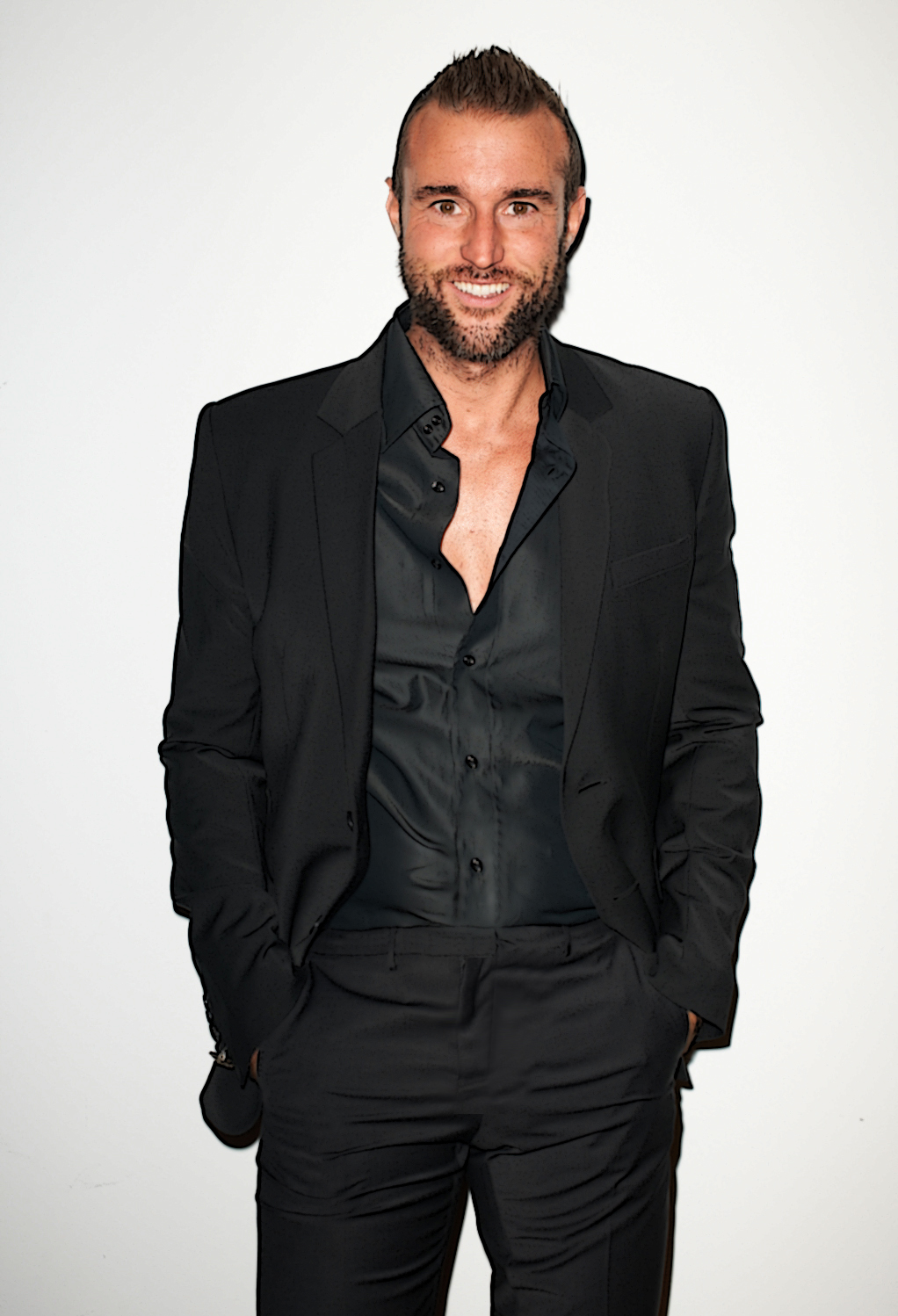
Philipp Plein in New York (2012)

- Künstlerfamilie Neuroni , altes Notariatsgeschlecht aus Riva San Vitale, wo es seit 1290 belegt ist[36][37]
  - Carlo Neuroni (* 10. August 1654 in Riva San Vitale; † nach 1695 in Trnava ?), Stuckateur[37]
  - Pietro Bernardo Neuroni (* 20. Mai 1655 in Riva San Vitale; † 4. April 1725 ebenda), Stuckateur, Bildhauer (Vater: Manfredo)[37]
  - Giacomo Neuroni (* um 1660 in Riva San Vitale; † nach 1719 in Herznach ?), Stuckateur, Bildhauer (Vater: Manfredo)[37]
  - Giovanni Battista Neuroni (* um 1660 in Riva San Vitale; † nach 1719 in Herznach ?), Stuckateur, Bildhauer (Vater: Manfredo)[37]

- Giovan Maria Borsotto (* 6. September 1683 in Riva San Vitale; † 5. November 1760 ebenda), Architekt[38]
- Carlo Giuseppe Bolina (* 4. Juli 1684 in Riva San Vitale; † 20. Oktober 1760 in Delft), Stuckateur[39]
- Giuseppe Rusca (* 1725 in Mendrisio; † 9. Mai 1767 in Riva San Vitale), Adel, Bruder von Carlo und Giovanni Battista, Doktor der Theologie, Koadjutator mit Nachfolgerecht des Erzpriesters von Riva San Vitale. 1753, Erzpriester und Dekan 1762 bis zu seinem Tode, regte den Bau der neuen Pfarrkirche von Riva San Vitale (1756–1759) an[40]
- Gottardo Zurini (* 5. April 1746 in Tegna; † 6. März 1815 in Riva San Vitale), Priester, Doktor der Theologie, apostolischer Protonotar, Pfarrer von Gordevio und Tegna, 1801 bis zu seinem Tode Erzpriester von Riva San Vitale, Tessiner Staatsrat 1803–1805, Mitglied des Grossrates 1803–1815 und dessen erster Präsident 1803.[41][42]
- Domenico Andreazzi (* um 1750 in Riva San Vitale; † nach 1798 ebenda), unterzeichnete 1798 das Gesuch um Anschluss der Pieve Riva San Vitale an die Cisalpinische Republik[43]
- Domenico Pozzi alias Giovanni Domenico Francesco Pozzi (1745–1796), Maler, Porträtist wirkte in Como, Mailand und Mannheim
- Abbondio Bernasconi (1757–1822), Advokat, Notar und Politiker
- Giovan Battista Maggetti (* um 1765 in Golino (Intragna TI); † 9. November 1823 in Riva San Vitale), Priester, Doktor der Theologie, Erzpriester von Riva San Vitale[44]
- Emilio Andreazzi (* um 1815 in Riva San Vitale; † nach 1860 ebenda), eidgenössischer Zollbeamte, diente während des Risorgimento als Freiwilliger im Heer von Giuseppe Garibaldi[43]
- Silvio Pozzi (* 20. November 1858 in Riva San Vitale; † 21. August 1913 ebenda), Rechtsanwalt und Notar, Politiker, Tessiner Grossrat, Mitglied des Verfassungsrats, Publizist: Il tempio e il beneficio di S. Croce in Riva[45]
- Gian Battista Mantegazzi (1889–1958), Komponist und Blasorchesterdirigent
- Angelina Bonaglia (* 16. März 1896 in Riva San Vitale; † 29. April 1954 in Lugano), Sekundarlehrerin, Pädagogin[46]
- Edmondo Luigi Vasssalli (* um 1913 in Riva San Vitale; † um 2001 ebenda), Lokalhistoriker, Publizist: Il notaio Abbondio Bernasconi di Riva S. Vitale, liberale antilettera. In: Bollettino Storico della Svizzera Italiana (BSSI), 1964, S. 174 f; Contributo alla storia della Repubblica di Riva S. Vitale (23 febbraio-14 marzo 1798). Archivio Storico Ticinese, Casagrande, Bellinzona 1965
- Yvonio Malacrida (* 1. Februar 1919 in Riva San Vitale), Maler, Zeichner und Bildhauer schuf plastische Kunst und Zeichnung[47]
- Aldo Ghedin (* 6. Mai 1926 in Treviso; † 30. Mai 1998 in Mendrisio), Organist, Ritter und Commendatore della Repubblica Italiana. Seit 1958 wohnte in Riva San Vitale[48]
- Franco Beltrametti (1937–1995), Architekt, Künstler und Schriftsteller der Beat Generation
- Franco Bircher (* 30. April 1925 in Bern; † 13. April 2005 in Sorengo), Architekt, Erbauer des Villaggio Santa Croce
- Carlo Maglia (* 21. Juli 1926 in Riva San Vitale; † 28, Februar 2019 in Castel San Pietro), Mitglied des Ordens Servi della carità (siehe Luigi Guanella), Erzpriester von Riva San Vitale[49]
- Miro Carcano (* 22. September 1926 in Luzern; † 21. Juli 1994 in Riva San Vitale), Maler, Grafiker. Ab 1960 hauptberuflich Maler schuf Zeichnung, Wandmalerei, Lithografie und Holzschnitt[50][51]
- Ivo Trümpy (1937), Architekt
- Siro Ortelli (* 1937 in Mendrisio; † 25. April 2021 in Riva San Vitale), Sohn des Pio Ortelli, Bibliothekar an der Kantonsbibliothek Lugano, Schriftsteller, Dichter, Mitgründer der Associazione letteraria Hafez e Petrarca.[52] Ehrenmitglied der Associazione degli scrittori di lingua italiana.[53]
- Philipp Plein (1978), deutscher Modedesigner
- Carlotta Silini (* 1990 in Mendrisio), studiert Medizin an der Universität Lausanne, Schriftstellerin, wohnt in Riva San Vitale[54]